# Heinrich Dreisbach

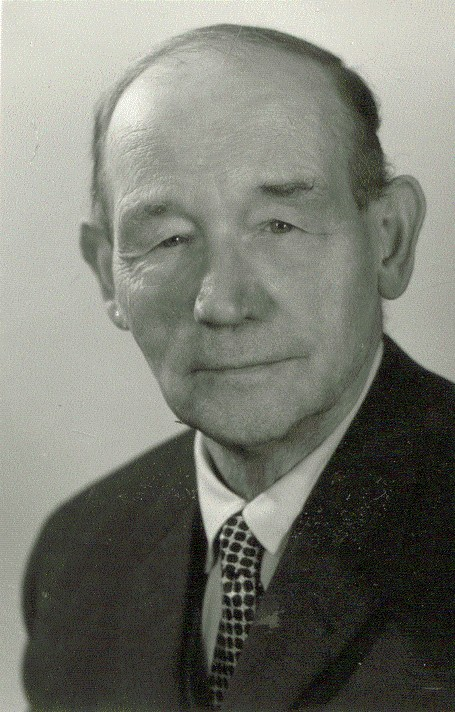
Heinrich Dreisbach

Heinrich Dreisbach mit seiner Frau Anna um 1902

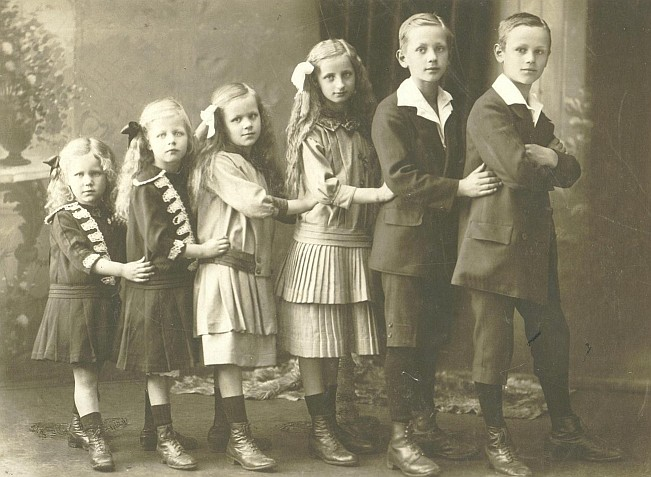
Die 6 Dreisbach-Kinder zur Zeit des Ersten Weltkrieges

Das Familiengrab der Dreisbachs heute

Heinrich Dreisbach (* 20. Februar 1881 in Flörsheim am Main; † 9. August 1967 in Flörsheim am Main) war ein deutscher Verleger, Heimatdichter und Träger des Bundesverdienstkreuzes.

## Leben und Familie

### Elternhaus
Heinrich entstammte einer alten und großen Flörsheimer Familie und konnte seine Wurzeln bis ins 17. Jahrhundert zurückverfolgen, was er später in seinen Ahnenforschungen auch tat. Allein sein Großvater Jakob Dreisbach hatte 21 Kinder, alle von einer Frau, von denen 12 die Kindheit überlebten.
Heinrichs Vater war das 4. der Kinder und hieß ebenfalls Jakob (* 12. Juli 1847 in Flörsheim am Main; † 4. Mai 1904). Er war von Beruf Mälzer. Heinrichs Mutter war Maria Dorothea Heidelbach (* 7. August 1852 in Alsfeld; † 27. April 1892). Die Heirat der Eltern fand am 17. April 1879 statt. 
Heinrich wurde am 20. Februar 1881 geboren. Er blieb – für seine Zeit sehr ungewöhnlich – ein Einzelkind. Seine Mutter bekam noch weitere Kinder, die aber bald nach der Geburt verstarben.
Im Alter von 11 Jahren verlor er bereits seine Mutter. Sein Vater heiratete bald darauf erneut und aus dieser Ehe hatte Heinrich einen Stiefbruder, Karl, der im Ersten Weltkrieg fiel.

### Familie
Im Alter von 21 Jahren, am 26. Juli 1902 heiratete Heinrich die um ein Jahr jüngere Anna Dörrhöfer (* 10. Mai 1882 in Flörsheim am Main; † 21. Oktober 1950). Sie war Weißzeugnäherin und unterhielt eine eigene Nähstube, in der sie auch junge Näherinnen ausbildete. So trug sie gerade in der Anfangszeit einen wichtigen Teil zum Familieneinkommen bei.
Noch im gleichen Jahr kam der älteste Sohn zur Welt, nach dem Vater ebenfalls Heinrich benannt. Da er nicht nur im Namen, sondern auch beruflich und ehrenamtlich seinem Vater folgte, wurde von Vater und Sohn als Heinrich sen. und Heinrich jun. gesprochen. Zu diesem Zeitpunkt wohnte die Familie in der Bleichstraße. Im Jahr 1903 kam der zweite Sohn Karl zur Welt.
Die Familie zog danach in die Wickerer Straße um, wo sich auch Heinrichs Arbeitsstätte befand. Im Jahr 1905 kam dort die erste Tochter Änni zur Welt, ein Jahr später die zweite Tochter Maria.
1908 erwarb Heinrich den Neubau in der Karthäuserstraße. Dort wurden im selben Jahr die Zwillingsmädchen Helene und Else geboren, von denen Else aber verstarb. Im Jahr 1911 folgte dann das letzte Kind Dora.
Seine sechs Kinder bescherten Heinrich 17 Enkel, darunter seine Enkelin Hannelore Sievers, die Tochter Heinrich jun., die mit ihrem Mann Jürgen 1975 den Zeitungsverlag übernahm. Auch 15 Urenkel hatte Heinrich bereits zu Lebenszeiten, darunter Christian Sievers, den Sohn Hannelores und heutigen Inhaber des Heinrich-Dreisbach-Verlags.

### Tod
Heinrichs Frau Anna verstarb im Alter von 68 Jahren am 21. Oktober 1950. Zu dieser Zeit gab es in Flörsheim nur die heute als „Alter Friedhof“ bezeichnete Begräbnisstätte. Heinrich erwarb ein Doppelgrab, in das er bei seinem Tod hinzugebettet werden wollte.
Heinrich selbst lebte noch weitere 17 Jahre und verstarb im Alter von 86 Jahren am 9. August 1967. Mittlerweile gab es einen neuen Friedhof, der noch heute am Rand von Flörsheim gelegen ist. Heinrich Dreisbach war durch sein berufliches Schaffen und durch das große Engagement für seine Heimatstadt zum prominenten Bürger geworden. Er wurde auf Bitten des Flörsheimer Bürgermeisters Josef Anna auf dem neuen Friedhof mit der gerade erst neu gebauten Friedhofskapelle beerdigt und seine Frau zu ihm umgebettet.
Das Familiengrab war bis 2022 auf dem neuen Friedhof vorhanden und ist im Zuge einer Umgestaltung des Friedhofs abgeräumt worden. Hier lagen neben Heinrich und Anna noch der älteste Sohn Heinrich jun., mit Frau Magdalena und deren Sohn Karlheinz begraben.

## Beruflicher Werdegang

Die erste eigene Flörsheimer Zeitung vom 1. Februar 1907

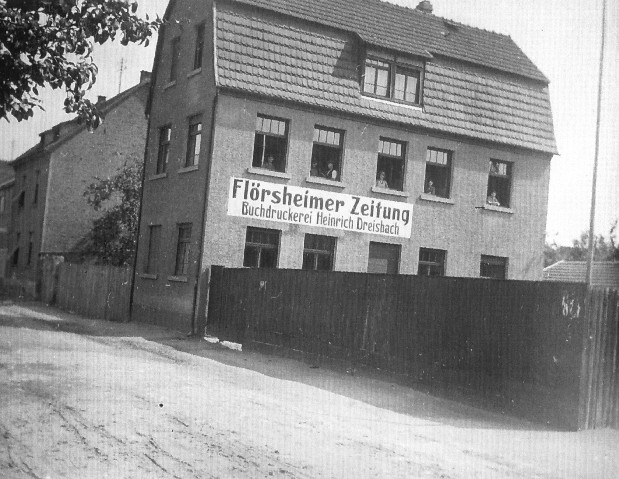
Heinrich Dreisbachs Druckerei 1929 in der Schulstraße 12 (heute Poststraße 12)

Der Dreisbach-Verlag heute

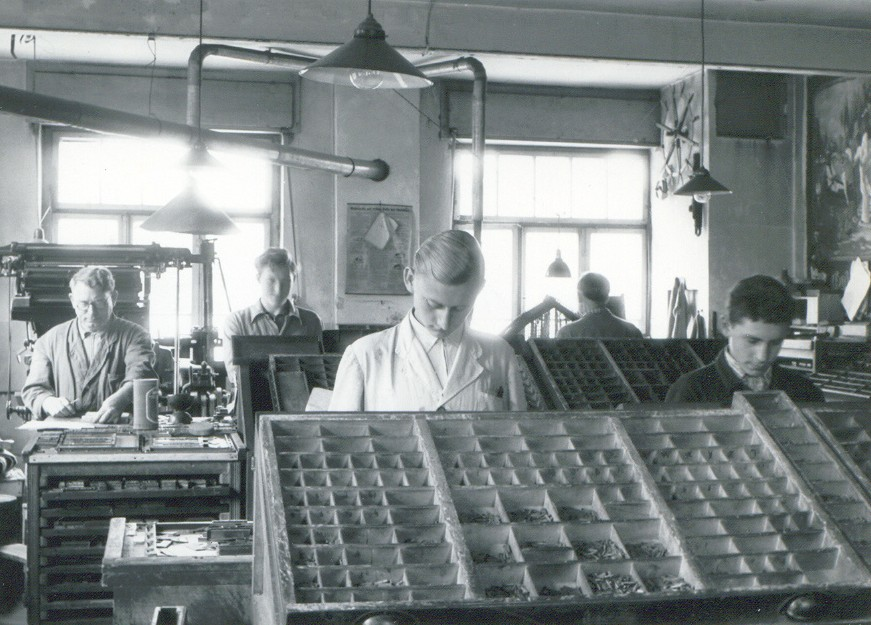
Die Druckerei von innen, hier die Setzerei zu Zeit von Heinrich jun.

### Die Anfangsjahre
Heinrich lernte 1895 in der Gutenberg-Stadt Eltville am Rhein das Buchdruckerhandwerk und wurde damit zu Flörsheims erstem Buchdrucker. Sein Handwerksabschluss 1904 war der Schweizerdegen, was bedeutete, dass er zugleich Drucker und Schriftsetzer war. Die Verleihungsurkunde hängt noch heute im Heinrich-Dreisbach-Verlag.
Am 1. Dezember 1904 trat Heinrich dem Verlag Erwin Reeder bei, der im Jahr zuvor eine selbstständige Filiale der „Schiersteiner Zeitung“ in Flörsheim eröffnet hatte. Hier wurde seit 1897 als Unterausgabe die „Flörsheimer Zeitung“ verlegt und gedruckt. Am 1. Januar 1905 stieg Heinrich zum Filialleiter auf – was aber zu der Zeit bedeutete, dass er Setzer, Drucker und Lokalredakteur in einer Person war.

### Die eigene Druckerei
Drei Jahre später, am 1. Februar 1907 kaufte Heinrich Dreisbach mit drei anderen Verlagsgehilfen den Betrieb und sie gründeten die „Vereinsbuchdruckerei Flörsheim“. Heinrich war nun für Flörsheim alleinverantwortlich und ein Jahr später im Oktober auch der alleinige Eigentümer.
1922 kaufte Heinrich den konkurrierenden „Flörsheimer Anzeiger“. 1924 erschien eine zusätzliche Zeitung, der „Hochheimer Stadtanzeiger“. 1935 wurde eine weitere konkurrierende Zeitung, die „Flörsheimer Nachrichten“, gekauft.

### Die Kriegs- und Nachkriegszeit
Auf Druck der nationalsozialistischen Reichspressekammer wurde die Flörsheimer Zeitung 1943 zwangsverpachtet und die Maschinen des Verlags beschlagnahmt. Nach dem Krieg genehmigte dann die amerikanische Besatzungskommandantur wieder das Erscheinen eines Anzeigeblattes, das nun von Heinrich Dreisbach jun. und dessen Sohn Karlheinz geführt wurde.
Die Tatsache, dass Heinrich es schaffte, Flörsheim eine eigene Zeitung zu erhalten, verhalf dem Ort am Main gegenüber seinen Nachbargemeinden hervorzutreten. Noch heute erscheint die von Heinrich gegründete „Flörsheimer Zeitung“ im Verlag Dreisbach GmbH unter dem ursprünglichen Namen einmal wöchentlich und wird von Heinrichs Urenkel Christian Sievers geführt.

## Sonstige Tätigkeiten

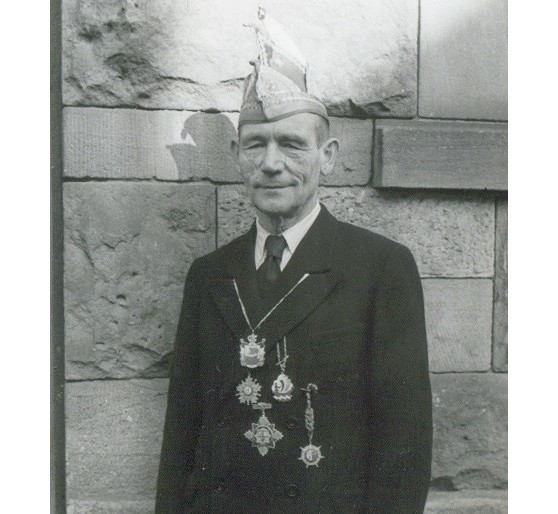
Heinrich Dreisbach, ein engagierter Fastnachter

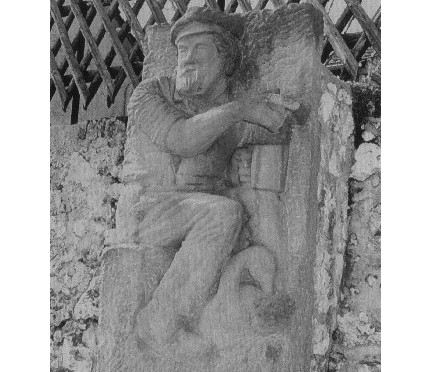
Der „Gänskippelschorsch“

Seine Heimatstadt Flörsheim lag Heinrich auch über berufliche Interessen hinaus am Herzen. In etwa 30 Heften führte er über sein Leben Buch und schilderte dabei auch vieles aus dem Leben seiner Zeit, die er auch in Teilen veröffentlichte. Einige der Hefte wurden auch in anderer Form, als Kassette und gebundenes Buch, veröffentlicht und haben mittlerweile einen gewissen antiquarischen Wert. Heinrich erzählte Ernstes wie Heiteres aus seiner Heimatstadt, wie beispielsweise die letzten Worte einer alten Frau auf dem Sterbebett, die sich nichts sehnlicher wünschte, als noch wenigstens die Fastnacht zu überleben.
Heinrich war auch zusammen mit seinem Sohn Heinrich jun. Mitbegründer des Flörsheimer Carneval Vereins 1928 e.V. Er verfasste eine Reihe von Gedichten und Versen, bei denen er sich inhaltlich immer an tatsächlichen Flörsheimer Ereignissen orientierte, die zwischen 1880 und 1930 stattfanden.
Darüber hinaus fühlte sich Heinrich sehr mit dem Flörsheimer Heimatverein verbunden, in dem Heimatforscher seiner Zeit, u. a. der damalige Flörsheimer Bürgermeister Jakob Lauck, arbeiteten. Ihre Arbeiten unterstützte er durch Veröffentlichungen in seiner Zeitung und sorgte damit dafür, dass vieles, was über Flörsheim zusammengetragen wurde, auch erhalten blieb. 1966 zum 300. „Verlobten Tag“ veröffentlichte Heinrich eine Festschrift in seinem Verlag, an der er und sein Sohn Heinrich jun. auch inhaltlich beteiligt waren.
Ein Zeitgenosse Heinrichs, der Politiker Jakob Altmaier, hatte seit 1914 eine regelmäßige Kolumne in der Flörsheimer Zeitung, in der er unter dem Pseudonym „Gänskippelschorsch“ seinen Mitbürgern in „Flerschemer“ Mundart Leserbriefe schrieb, die vom lokalen Geschehen handeln. Dieser Figur wurde in den 1960er Jahren ein Denkmal gewidmet, das Heinrich Dreisbach selbst entwarf und noch heute am Mainufer zu sehen ist.

## Ehrungen

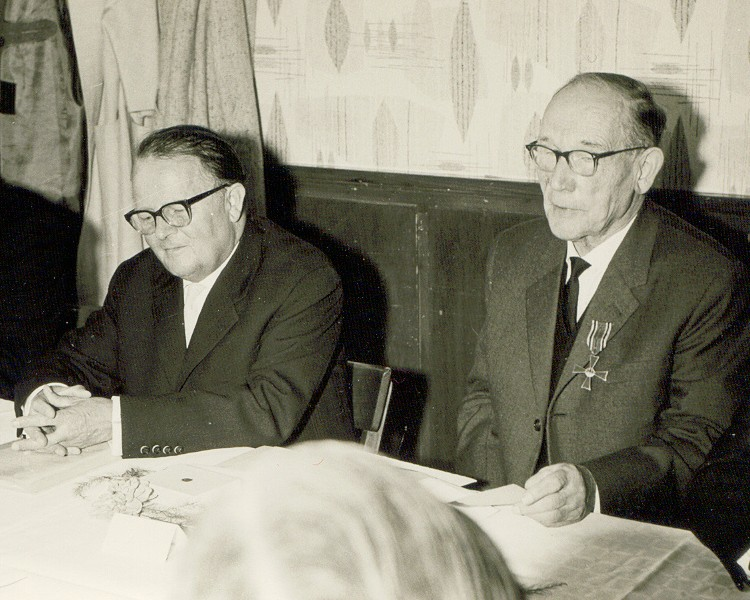
Heinrich Dreisbach (rechts) bei der Überreichung des Bundesverdienstkreuzes 1961

### Bundesverdienstkreuz
Am 14. Oktober 1961 verlieh Bundespräsident Heinrich Lübke dem inzwischen 80-jährigen Heinrich Dreisbach das Bundesverdienstkreuz am Bande. Überreicht wurde es durch Landrat Dr. Joseph Wagenbach im Kolpingsaal des ehemaligen „Schützenhofs“, der Heinrich mit folgenden Worten in der Auszeichnungsrede bedachte:
„Nicht nur als Handwerksmeister und Zeitungsverleger, sondern auch als Vorkämpfer des Flörsheimer Heimatvereins, als Förderer des Flörsheimer Museums, als Verfasser verschiedener Lokalpossen und als Förderer zur Beibehaltung des Verlobten Tages hat Heinrich Dreisbach sich in sieben Jahrzehnten in dem Städtchen Flörsheim einen Namen geschaffen, der weit darüber hinaus Klang hat.“

### Eine eigene Straße

Das Straßenschild zum „Heinrich-Dreisbach-Weg“

43 Jahre nach seinem Tod ehrte die Stadt Flörsheim ihren bekannten Sohn mit einer eigenen Straße im neuen Baugebiet „Kirchgewann“, die nur unweit von seiner einstigen Druckerei in der Wickerer Straße gelegen ist. Am 2. Mai 2010 wurde das Straßenschild „Heinrich-Dreisbach-Weg“ von Bürgermeister Michael Antenbrink und Heinrichs Urenkel Christian Sievers enthüllt. Enkelin Hannelore Sievers trug bei der Zeremonie eines von Heinrichs eignen Heimatgedichten in „Flerschemer Platt“ vor. Bürgermeister Antenbrink resümierte:
„Mit der Benennung des Weges ist das Baugebiet erschlossen. Heinrich Dreisbach ist ein idealer Namensgeber, war er doch mit seinem Mut, eine eigene Heimatzeitung für den „Flecken Flörsheim“ herauszugeben, richtungweisend für die Entwicklung seiner Heimatstadt.“